# Mammelukkensultanaat Caïro
| Prehistorisch Egypte pre–3100 v. Chr. |
| Oude Egypte Proto-dynastieke periode 3200-3032 v.Chr. Vroeg-dynastieke periode 3032–2686 v. Chr. Oude Rijk 2686–2181 v. Chr. Eerste tussenperiode 2181–2055 v. Chr. Middenrijk 2055–1650 v. Chr. Tweede tussenperiode 1650–1550 v. Chr. Nieuwe Rijk 1550–1069 v. Chr. Derde tussenperiode 1069–664 v. Chr. Late periode 664–332 v. Chr. |
| Grieks Egypte 332–30 v. Chr. Alexandrijnse Oorlog 48 v. Chr. |
| Romeins Egypte 30 v. Chr.–640 CE |
| Vroeg-islamitisch Egypte 640-1517 Kruisvaardersinvasie van Egypte 1154-1169 |
| Ottomaans Egypte 1517–1867 Franse bezetting 1798–1801 Semi-autonome provincie 1801-1882 Kedivaat Egypte 1867–1914 |
| Modern Egypte Britse overheersing 1882–1953 Sultanaat Egypte 1914–1922 Egyptische Revolutie van 1919 Koninkrijk Egypte 1922–1953 Egyptische Revolutie van 1952 |
| Republiek 1953–nu Vrije Officieren en Nasser 1952-1970 Verenigde Arabische Republiek 1958–1961 Verenigde Arabische Staten 1958–1961 Egypte onder Sadat 1970-1981 Egypte onder Moebarak 1981-2011 Egyptische Revolutie van 2011 Protesten en staatsgreep in 2013                                                                         |
| Portaal Geschiedenis Portaal Egypte |

Het Mammelukkensultanaat Caïro (Arabisch: سلطنة المماليك Sulṭanat al-Mamālīk) was een van de vele heerschappijvormen in de lange geschiedenis van Egypte. Het sultanaat ontstond na de omverwerping van de Ajjoebiden in 1250 en heeft bestaan tot de Ottomaanse verovering van Egypte in 1517.

## Mammelukken
De mammelukken waren oorspronkelijk Turkse slaven uit de omgeving van de Zwarte Zee, als kinderen op de steppe gekocht, die alleen het nomadenleven kenden en zich later ontplooiden tot een machtige militaire orde. De Egyptische Ajjoebiden sultan As-Salih Ajjoeb omringde zich met  mammelukse dienaren om zijn plaats te vrijwaren. Na zijn dood liet emir Aibak zijn zoon vermoorden en huwde hij zijn vrouw Shajar al-Durr, hiermee stichtte hij een nieuwe dynastie.

## Bahridynastie

### Baibars
De laatste Ajjoebidische sultan An-Nasir Yusuf vluchtte naar Syrië en viel in de handen van de Mongolen. De grote sultan van de Bahri dynastie was Baibars. Hij versloeg de kruisvaarders een eerste maal in de Slag bij La Forbie (1244) en een tweede maal met de Zevende Kruistocht (1250). Hij stopte de inval van de Mongolen bij de Slag bij Ain Jalut (1260) en voegde Syrië bij het Mammelukkensultanaat.

### Kaliefen van de Abbasiden vanuit Caïro
Na het Beleg van Bagdad (1258), waarbij de stad volledig verwoest werd door de Mongolen, slaagden er enkele familieleden van de Kaliefen van de Abbasiden erin te vluchten naar het Mammelukkensultanaat Caïro, waar ze de titel verder waarnamen tot de komst van de Ottomanen in 1517. Caïro groeide uit tot het grootste commerciële, intellectuele en culturele centrum van de islam. Tegen 1340 is Caïro met een half miljoen inwoners de grootste stad ten westen van China.

### Qalawun
De sterke man na Baibars was Al-Mansur Qalawun. In 1289 veroverde hij Graafschap Tripoli en daarop volgende uitspattingen van de Christenen leidde tot de val van Akko voltrokken door zijn zoon Al-Ashraf Khalil. Dit betekende het einde van het kruisvaarderstijdperk in de Levant.

### An-Nasir Muhammad
An-Nasir Muhammad, zoon van Qalawun, werd tijdens zijn regeerperiode tweemaal van de troon gestoten en had te maken met een inval van de Mongolen in Syrië (1299-1303).

## Burjidynastie

### Barquq
Zoals in de rest van Eurazië brak in Egypte de pest uit en werd het land ontwricht. Het land werd geregeerd door een opeenvolging van kind-sultans. Een sterke man achter deze sultans was Barquq, die in 1382 de macht greep en een nieuwe dynastie oprichtte, de Burjies. In 1386 had hij te maken met de Zahri opstand, een politiek en theologisch conflict. In zijn laatste levensjaar (1399) werd hij geconfronteerd met een dreiging van Timoer Lenk wegens het beschermen van Ahmad Jalayir, heerser van Bagdad.

### Timoers campagne in Syrië
Timoer viel Syrië binnen en plunderde Aleppo (1400) en Damascus (1401) en trok dan verder naar het Ottomaanse Rijk. Na de plundering van Bagdad (1401) vluchtten Ahmad en de leider van de Kara Koyunlu, Kara Yusuf, naar Cairo, daar werden ze door de sultan An-Nasir Faraj gevangengezet als losgeld voor een eventuele aanval van Timoer op Egypte.

## Ottomanen
De hierop volgende periode in de geschiedenis van Egypte is die van het Ottomaans Egypte
Rond het jaar 1500 kwam er een nieuwe speler in West-Azië, de sjiitische Safawiden. De Ottomaanse sultan Selim I was een erg gelovig soennitische moslim en probeerde alle moslims onder één bewind te krijgen. De opzet was zichzelf tot kalief uit te roepen.
Tussen 1516 en 1517 veroverde hij de Levant, Egypte en Hidjaz met de heilige steden Mekka en Medina.  Selim liet de gevangengenomen laatste Abbaside kalief, Al-Mutawakkil III, naar Constantinopel brengen, waar deze de tekenen van het kalifaat, de mantel en het zwaard van de profeet Mohammed, aan hem moest overdragen. Selim was de eerste Ottomaanse sultan die zich kalief noemde, de sultans zouden dit tot de stichting van de republiek Turkije blijven doen.
De macht werd uiteindelijk in 1517 door de Ottomanen overgenomen. De mammelukken konden niet op tegen de moderne oorlogstechnieken van de Ottomanen. Ze legden het met hun zwaarden en bogen af tegen de Turkse vuurwapens.
De Ottomanen lieten echter het feitelijke regeren wel aan de mammelukken over totdat Napoleon in 1798 Egypte veroverde.